# MÁV 377 sorozat
A MÁV XII. osztályú, 1911-től 377 sorozatú mozdonyai a magyar vasúti mellékvonalak, magán- és iparvasutak legáltalánosabban elterjedt, sok száz darabot számláló, szertartályos gőzmozdonyai voltak. Mindenfajta vontatási feladatot jól ellátott. Különböző gyárak (MÁV Gépgyár, Lokomotivfabrik der StEG, a Bécsújhelyi Mozdonygyár, a linzi Krauss és az aradi Weitzer János Gép-, Waggongyár és Vasöntöde Rt.) építették a 19. század utolsó tizenöt évében.
Nagy példányszámának köszönhető, hogy még a második világháború utáni évtizedekben is jó néhány darab működött az iparban.

## Története
Az 1881-ben üzembe helyezett X. osztályú (később 20 sorozatú) mellékvonali szertartályos mozdonyokkal a MÁV igen kedvező tapasztalatokat szerzett, így egy nagyobb teljesítményű, szintén szertartályos típus beszerzése mellett döntött az V. osztályú (később 374 sorozatú) mozdonyainak felváltására, illetve kiegészítésére. Az új típus számára mintaként a kkStB 97 sorozatú C tengelyelrendezésű három kapcsolt kerékpárú szertartályos típusa szolgált, azonban minden részlete teljesen hazai tervek alapján készültek. Vonalai ugyan a Bécsújhelyi Mozdonygyár külső keretes stílusát követi, mégis jellegzetesen magyar típusról van szó.

## Szerkezete

### Keret és futómű
A XII. osztályú mozdonyok három hajtott kerékpárral rendelkeznek, melyeket mereven a 15 mm-es folytvas lemezekből összeszegecselt külső keretbe ágyaztak. A mozdony merev tengelytávja, mely egyúttal a teljes tengelytáv is, mindössze 2 800 mm. Kerékpárok lemezrugói közé nem építettek himbaszerkezetet. A hátsó kerékpár alátámasztja az állókazánt, így csak a gőzhengerek számítanak „túllógó” tömegnek. 

### Kazán
A mozdonyok hosszkazánját az akkor tervezői felfogás szerint igyekeztek minél alacsonyabbra helyezni. Az alul kb. 1 m széles, 13 és 16 mm-es lemezekből álló tűzszekrény kezdetben hullámos tetejű Haswell-rendszerű, később az általánosan elterjedt mennyezetcsavaros porosz-, más néven Becker-rendszerű volt. A rostély kis mérete miatt nem buktatható kivitelű, az esése 1/7,2. A 3024 mm hosszúságú és 1 m átmérőjű két övből álló hosszkazánt 10 mm-es folytvas lemezekből szegecselték össze. Az első kazánövön helyezték el a gőzdómot, a második övre a homoktartály került. A gőzdómra közvetett terhelésű rugómérleges biztonsági szelepet szereltek. A kazánba 109 darab 40,5/46 mm átmérőjű folytvas tűzcsövet építettek. A korai változatok füstszekrénye rövid, 650 mm hosszúságú volt, melyhez általában „gólyafészkes” vagy Klein-rendszerű fordított kúp alakú kémény csatlakozott és a kéményben helyezték el a szikrafogót. A későbbi változatok füstszekrényét a szikraszórás csökkentésére 1,5 m hosszúra növelték és itt a füstszekrényben helyezték el az amerikai rendszerű szikrafogót, melyhez a karcsú Prüssmann-rendszerű kémény csatlakozott. A gőzfúvó „békaszájú” volt. A kazánt 1–1 db Friedmann-rendszerű nem szívó, 7, illetve 6 mm-es nyílású frissgőz-lövettyű táplálta vízzel.

### Gépezet
A két, kereten kívül elhelyezett gőzhenger a kapcsolt kerékpárok közül a középsőt hajtotta. A keresztfejek kétvezetékesek voltak.
A hajtó- és csatlórudak téglalap-alakú keresztmetszettel készültek.
A gőzhengerek kagylós síktolattyúkkal készültek, melyeket nyitott, Stephenson-rendszerű vezérművek szabályoztak. A vezérművet szintén a kereten kívül helyezték el, elrendezése hasonló volt az Ia. és Id. osztályú (később 220, illetve 221 sorozatú mozdonyokéhoz.

### Segédberendezések
A mozdonyok egy részét kezdetben Hardy-rendszerű légűrfékkel is ellátták, ezt azonban leszerelték róluk, így ezután kizárólag kézifékkel fékezhették őket. A féktuskók a mozdony kerékpárjait elölről fékezték. A mozdonyok vízkészletét a szertartályos mozdonyoknál elterjedt módon a hosszkazán két oldalán elhelyezett víztartályban, míg a szenet a mozdony vezetőállásának („konyhájának”) hátsó részében kialakított szénférőben tárolták.

## Sorozatgyártás
A XII. osztályba sorolt mozdonyok első példánya 1885-ben készült el. A rendkívül jól bevált típust a MÁV 18 éven keresztül folyamatosan rendelte: 1903-ig 493 db-ot szerzett be nemcsak a tervező MÁV Gépgyártól, de az Lokomotivfabrik der StEG, a Bécsújhelyi Mozdonygyár, a linzi Krauss és az aradi Weitzer János Gép- Waggongyár és Vasöntöde Rt. is készítette ezeket a mozdonyokat. A XII. osztályú mozdonyok számos, ebben az időszakban megnyitott ún. másodrangú (mai szóhasználattal: mellék-) vonal jellegzetes, univerzális járművei voltak. A MÁV-on kívül számos hazai magánvasút, így a Kassa–Oderbergi Vasút (13 db), a BHÉV (15 db), a Torontáli HÉV (14 db), a Magyar Északkeleti Vasút (2 db) és a Debrecen–Nyírbátori helyi érdekű vasút (5 db), valamint még több bánya- és iparvasút is szerzett be ilyen típusú mozdonyokat. A MÉKV és a Thév mozdonyai később e vasutak államosításával a MÁV állományába kerültek.
A mozdonyok 1894-ben új  hadijelet kaptak, mely a típus esetén  {\displaystyle {\tfrac {\overline {\left|\mathrm {III\ 175} \right|}}{\mathrm {D} _{6}}}}  lett.
1907-től a korszerűbb mellékvonali mozdonyok fokozatosan kiváltották a vonali szolgálatból a XII. osztályú mozdonyokat, melyek ezután kedvelt állomási tolatómozdonyok és számos iparvállalat is szívesen vásárolt a MÁV-tól használtan ilyen gőzösöket.
A típus engedélyezett vonatterheléseit a MÁV számításokkal az alábbiak szerint állapította meg:
| A XII. osztályú mozdonyok engedélyezett vonatterhelései | A XII. osztályú mozdonyok engedélyezett vonatterhelései | A XII. osztályú mozdonyok engedélyezett vonatterhelései | A XII. osztályú mozdonyok engedélyezett vonatterhelései | A XII. osztályú mozdonyok engedélyezett vonatterhelései | A XII. osztályú mozdonyok engedélyezett vonatterhelései | A XII. osztályú mozdonyok engedélyezett vonatterhelései |
| Pálya- emelkedés                                        | 15 km/h                                                 | 20 km/h                                                 | 25 km/h                                                 | 30 km/h                                                 | 40 km/h                                                 | 45 km/h                                                 |
| ------------------------------------------------------- | ------------------------------------------------------- | ------------------------------------------------------- | ------------------------------------------------------- | ------------------------------------------------------- | ------------------------------------------------------- | ------------------------------------------------------- |
| 0‰                                                      | 1167 t                                                  | 942 t                                                   | 753 t                                                   | 607 t                                                   | 482 t                                                   | 317 t                                                   |
| 5‰                                                      | 368 t                                                   | 308 t                                                   | 257 t                                                   | 217 t                                                   | 181 t                                                   | 131 t                                                   |
| 10‰                                                     | 210 t                                                   | 175 t                                                   | 147 t                                                   | 124 t                                                   | 104 t                                                   | 75 t                                                    |
| 16‰                                                     | 132 t                                                   | 110 t                                                   | 91 t                                                    | 76 t                                                    | 63 t                                                    | 45 t                                                    |
| 20‰                                                     | 104 t                                                   | 85 t                                                    | 70 t                                                    | 58 t                                                    | 48 t                                                    | 33 t                                                    |
| 25‰                                                     | 80 t                                                    | 65 t                                                    | 53 t                                                    | 43 t                                                    | 34 t                                                    | –                                                       |

A típus 1911-ben a 377 sorozatjelet kapta.
A 377 sorozatú mozdonyok közül az első világháború előtt négy, míg a háború után további hármat korai kivitelű Brotan-kazánnal láttak el.

## Hadba vonulva
A típus szerepet kapott az első világháború harcaiban is: a magyar páncélvonatokat egy vagy két 377-es továbbította. Két okból esett a választás e kevésbé korszerű típusra:
- kis tengelyterhelésű volt, így még páncélburkolattal nehezítve is közlekedhetett a gyengébb felépítményű mellékvonalakon is,
- egyszerű szerkezetű volt: ikergépezete könnyű indítást tett lehetővé, míg a beépített légfék hiánya miatt egy esetleges találat nem fékezte be a vonatot.

A kiválasztott 13 db mozdonyt egyfajta szendvicsszerkezettel burkolták be, mely helyettesíthette a drága páncéllemezt, sőt a jellemző harctevékenységek során annál hatásosabb is volt. A burkolattal ellátott 377-esek szolgálati tömege 31..34 tonnára növekedett. A MÁV nem számozta át ezeket a mozdonyokat.
A MÁV mozdonyainak nagyjavítását műhelyei között 1918-tól nem területenként, hanem típusonként osztotta el. A 377 sorozat mozdonyainak nagyjavítására 
- a Sátoraljaújhelyi Műhelyt,
- a Zólyomi Műhelyt,
- a Szegedi Műhelyt,
- a Piski Műhelyt,
- a Temesvári Műhelyt,
- a Brassói Műhelyt,
- a Pécsi Műhelyt és
- a Zágrábi Műhelyt jelölték ki.

## Az első világháború után
A vesztes első világháború után az elszakított területeken maradt, a tanácsköztársaság bukását követő román megszállás során elhurcolt, valamint a trianoni békeszerződés következtében az utódállamoknak ítélt vasúti járművek között a 377 sorozatú mozdonyok nagy része is a határokon túlra került. Az 1919-ben meglévő 828 db eloszlása az alábbiak szerint alakult:
- MÁV 205 db,
- CFR 123 db,
- ČSD 53 db
- SHS 92 db,
- PKP 2 db,
- FS 12 db.

A háború után megmaradt és az után szállított mozdonyokat a MÁV 1926. január 1-jétől új pályaszámcsoportokba tervezte sorolni. A síktűzszekrényes mozdonyok kijelölt pályaszámcsoportja a 377,001–198, a Brotan-kazános példányoké 377,251–256 lett volna. Az átszámozást végül nem hajtották végre.
A Magyarországon maradt 377-esek az ország egész területén megtalálhatóak voltak. Honos fűtőházaik 1930. februárjában: Budapest-Északi, Budapest-Ferencváros, Szolnok, Cegléd, Vác,  Adonypuszta-Szabolcs, Kunszentmiklós, Hegyeshalom, Szombathely, Jutas, Keszthely, Pápa, Zalaegerszeg, Miskolc, Jászapáti, Kisterenye, Dombóvár, Sárbogárd, Pécs, Kaposvár, Bátaszék, Siklós, Debrecen, Tiszafüred, Nádudvar, Nyíregyháza, Kisvárda, Mátészalka, Püspökladány , Kisújszállás, Szeged, Hódmezővásárhely, Orosháza, Békéscsaba, Vésztő, Kecskemét és Mezőtúr. Ez általában csak néhány mozdonyt jelentett az egyes telepeken. 10 db vagy annál több 377-es csak Kisterenyén (25 db), Kaposváron (12 db), Mezőtúron (12 db), Kecskeméten (11 db), Budapest-Északi fűtőháznál (10 db), Jászapátiban (10 db) és Mátészalkán (10 db) állomásozott. A 203 db jármű tekintélyes része (87 db) javítatlanul letétben félre volt állítva. Az üzemelő mozdonyok havi átlagos futásteljesítménye az 1930-as évek közepén  1466 km volt.

### Románia
A CFR a mozdonyokat az eredeti, MÁV-os sorozatjel és pályaszámok megtartásával, a páncélozott mozdonyok közül a CFR-hez került 2 db, ugyancsak „békés” társaikkal azonos sorozatjellel és számon üzemeltek tovább. A mozdonyok Temesvár, Brassó és Arad fűtőházhoz tartoztak és a környéken található másodrangú vonalak teher- és személyvonatait továbbították. Elhasználódás miatt 1935-re 64 mozdonyt töröltek az állagból, a többit vegyes (szén + olaj) tüzelésűre építették át és Westinghouse-rendszerű önműködő fékkel látták el. A 377-esek 1951-ig üzemeltek Romániában, utoljára Arad fűtőháznál szolgálva.

### Csehszlovákia
A ČSD az első években szintén a korábbi sorozat- és pályaszámokon üzemeltette a járműveket. A Monarchia vasúttársaságai járműparkjának végleges felosztása után, 1925-ben bevezetett jelölési rendszerben a MÁV mozdonyai a 310.401–42 pályaszámcsoportba kerültek, míg a KsOd mozdonyait a 310.501–13 pályaszámokkal sorolták be. A páncélozott mozdonyok körül 4 db került a ČSD-hez. A mozdonyok „békés” társaikkal azonos sorozatjellel üzemeltek tovább, kivéve a Csehszlovákiába került 377,116-ot, mely átszámozása után először a ČSD 310,412 pályaszámon, majd – tekintve, hogy társainál nagyobb tömegű volt – a 313,901 pályaszámon üzemelt tovább. Ezen a mozdonyon megmaradt, magasabb, ívesebb mozdonysátor-tető, mely szokatlan külsőt kölcsönzött e járműnek. A szintén páncélozott és még nagyobb tömegű 310,440 pályaszámú mozdonyt 1925-ben 314,901-re számozták át. Az első bécsi döntést követően a 310.4 sorozatú mozdonyok közül a MÁV-nak át nem adott 15, míg a 310.5 sorozatból a még állományban lévő mind a 10 példányt a Szlovák Vasutak (SŽ) változatlan pályaszámokon vette állagba.

### Jugoszlávia
Az SHS utódjánál, a JDŽ a mozdonyok 1933-ban a 152 sorozatjelet kapták. A páncélozott mozdonyok közül 1 db került az SHS-hez, onnan a JDŽ-hez, ahol „békés” társaikkal azonos sorozatjellel üzemeltek tovább.

## „Repartíciós” mozdonyok
A MÁV mozdonyállaga – így a 377 sorozatú mozdonyok száma is – bővült a bécsi döntések és a délszláv területi revíziók következtében. Így:
- a ČSD-től 13 db,
- míg a JDŽ-től (illetve Jugoszlávia 1941-es felosztása után valójában már a HDŽ-től, a még abban az évben megszületett Római Egyezmény alapján) a még állagban lévő 26 darabból 10 db mozdony a MÁV-hoz került.

A tapasztalatok szerint a 377-esek a háború éveiben 100 elegytonna-kilométerenként 16–16,3 kg szenet és 4,38 gramm hideg-, illetve 9,18 gramm hidegkenő-olajat fogyasztottak.